# Dobroslav
Dobroslav war ab 1101 König von Dioklitien. Er war der Sohn von Mihailo Vojisavljević und Bruder Konstantin Bodins.
Dobroslav folgte seinem Bruder Konstantin Bodin um 1101, wurde aber von den raszischen Županen Vukan und Uroš gefangen genommen und geblendet. Raszien übernahm die Führung im Alten Serbien. Auf Dobroslav folgte Cocciaparus, ein Bruder eines Vetters Bodins.
| Vorgänger        | Amt                       | Nachfolger |
| ---------------- | ------------------------- | ---------- |
| Konstantin Bodin | König von Dioklitien 1101 | Kočapar    |

| Personendaten    | Personendaten    |
| ---------------- | ---------------- |
| NAME             | Dobroslav        |
| KURZBESCHREIBUNG | serbischer König |
| GEBURTSDATUM     | 11. Jahrhundert  |
| STERBEDATUM      | 12. Jahrhundert  |